# División de Honor B de rugby 2011-12
La temporada 2011-12 de la División de Honor B comenzó el 2 de octubre de 2011 y termina el 19 de febrero de 2012. Esta temporada 2011-2012 participan 8 equipos españoles en cada grupo. El calendario, que dura 6 meses, comprenderá un total de 117 partidos, en el que cada equipo se enfrentará a los otros 7 del grupo en una liga a doble vuelta, unos play-off de ascenso a División de Honor que se disputan entre los 2 primeros de cada grupo con partidos a doble vuelta y una final a partido único, y unos play-off de descenso a Primera Nacional que se disputan entre los 2 últimos de cada grupo con partidos a doble vuelta.

## Equipos participantes

### Grupo 1
| Club                         | Ciudad                          | Estadio                             |
| Oviedo Feve R.C.             | Oviedo                          | Campo del Naranco                   |
| Independiente Santander R.C. | Santander                       | Campo municipal de San Román        |
| Durango Ilarduya R.T.        | Durango                         | Arripausueta                        |
| Hernani C.R.E.               | Hernani                         | Landare Toki                        |
| Pegamo Bera Bera R.T.        | San Sebastián                   | Miniestadio de Anoeta               |
| FC Barcelona                 | Barcelona                       | La Foixarda                         |
| R.C. L'Hospitalet            | Hospitalet de Llobregat         | Feixa Llarga                        |
| C.D. Hercesa                 | Alcalá de Henares / Guadalajara | Antonio Machado / Fuente de la Niña |

### Grupo 2
| Club                    | Ciudad                | Estadio                      |
| CAU Valencia            | Valencia              | Campo del Río Turia          |
| C.R. Les Abelles        | Valencia              | Campo del Río Turia          |
| CRC Madrid              | Pozuelo de Alarcón    | Valle de las Cañas           |
| C.R. Liceo Francés      | Madrid                | Ramón Urtubi                 |
| CR Cisneros             | Madrid                | Estadio Nacional Complutense |
| C.D. Arquitectura       | Madrid                | Estadio Nacional Complutense |
| C.R. Atlético Portuense | Puerto de Santa María | C.D Puerto de Santa María    |
| Helvetia Rugby          | Sevilla               | La Cartuja                   |

| Predecesor: DHB 2010-11 | DHB 2011-12 | Sucesor: DHB 2012-13 |